# Leif Erichsen
Leif Erichsen (* 15. Oktober 1888 in Drammen; † 4. März 1924 ebenda) war ein norwegischer Segler.

## Erfolge
Leif Erichsen, der für den Kongelig Norsk Seilforening segelte, gewann 1920 in Antwerpen bei den Olympischen Spielen in der 6-Meter-Klasse nach der International Rule von 1907 die Silbermedaille. Er war Crewmitglied der Marmi, deren Crew zudem aus Skipper Einar Torgersen und Andreas Knudsen bestand. In drei Wettfahrten misslang der Marmi zunächst eine Zieleinfahrt, ehe sie daraufhin den zweiten und schließlich den ersten Platz belegte. Mit sieben Gesamtpunkten schloss Erichsen die Regatta auf dem zweiten Platz hinter dem belgischen Boot Edelweiß II von Skipper Émile Cornellie und vor dem zweiten norwegischen Booten Stella ab.